# ジョナサン・ニッセンバウム
ジョナサン・ニッセンバウム（Jonathan Nissenbaum）はニューヨーク市立大学ブルックリン校助教授。生成文法家。マサチューセッツ工科大学で2000年に論文「Investigations of Covert Phrase Movement」を提出し博士号を取得。寄生空所（parasitic gaps）、wh移動（Wh-movement）、論理形式（LF,logical form）など統語論-意味論のインターフェースを研究している。

## 参考
- Fox, Danny & Jon Nissenbaum (2004). "Condition A and scope reconstruction". Linguistic Inquiry (35): 475-485.